# Oxytropis purpurea
Oxytropis purpurea är en ärtväxtart som först beskrevs av Antonio Baldacci, och fick sitt nu gällande namn av Markgr. Oxytropis purpurea ingår i släktet klovedlar, och familjen ärtväxter. Inga underarter finns listade i Catalogue of Life.